# David Beresford
David Beresford (Sheffield, 11 novembre 1976) è un ex calciatore inglese, di ruolo centrocampista.

## Carriera

### Club
Esordisce tra i professionisti nella stagione 1993-1994 con l'Oldham Athletic, giocando una partita nella prima divisione inglese; l'anno seguente gioca invece 2 partite in seconda divisione, più ulteriori 6 partite in terza divisione con lo Swansea City, club a cui viene ceduto in prestito nei mesi iniziali della stagione 1995-1996. Inizia poi a giocare da titolare nei Latics a partire dalla stagione 1995-1996, nella quale realizza 2 reti in 28 partite di campionato. Dopo ulteriori 33 partite in seconda divisione nella stagione 1996-1997, passa a stagione in corso all'Huddersfield Town, con cui termina l'annata segnando una rete in 6 partite sempre in seconda divisione. Tra il 1997 ed il 2001 totalizza poi ulteriori 27 presenze e 2 reti in seconda divisione con la maglia dell'Huddersfield Town, trascorrendo però tra il 1999 ed il 2000 anche dei periodi in prestito in terza divisione a Preston N.E. e Port Vale, club con cui gioca 4 partite ciascuno.
Nell'estate del 2001 si accasa all'Hull City, con cui nel corso della stagione 2001-2002 totalizza complessivamente 41 presenze ed una rete in quarta divisione; sale quindi in terza divisione al Plymouth, con cui gioca 17 partite; dopo un periodo in prestito in quarta divisione (5 presenze) al Macclesfield Town, trascorre poi la maggior parte della stagione 2003-2004 e l'intera stagione 2004-2005 al Tranmere, in terza divisione (44 presenze e 3 reti). Si ritira poi all'età di 30 anni al termine della stagione 2005-2006, trascorsa con un ruolo da comprimario (16 presenze) al Macclesfield Town in quarta divisione.

### Nazionale
Tra il 1992 ed il 1995 ha giocato varie partite con le nazionali inglesi Under-16, Under-17 ed Under-18.